# Jantien van der Meer
Jantien Streefkerk-van der Meer (Surhuisterveen, 28 februari 1972) is een Nederlandse scenarioschrijfster.
Ze behaalde in 1990 haar diploma aan het Ichthus College in Drachten. Na de middelbare school studeerde zij Communicatiekunde en Engels aan de Rijksuniversiteit Groningen, waar ze in 1997 afstudeerde. Sinds 2000 is ze werkzaam bij Scriptstudio, waar ze meeschreef aan Goudkust en Goede tijden, slechte tijden. Tussen 2008 en 2012 was Van der Meer samen met Rohan Gottschalk hoofdschrijver van de soap Goede tijden, slechte tijden. En in mei 2013 werd ze hoofdschrijver van de dagelijkse dramaserie StartUp, die ze samen met Kennard Bos ontwikkelde. In 2016 werkten ze weer samen, ditmaal aan de GTST-spinf-off Nieuwe Tijden exclusief voor Videoland. De eerste twee seizoenen was zij hoofdschrijver van deze serie, vanaf het derde seizoen opereert Streefkerk-van der Meer als showrunner. 